# Zofia Nałkowska
Zofia Nałkowska (Varšava, 10. studenog 1884. – Varšava, 17. prosinca 1954.), poljska književnica.
Rođena u obitelji intelektualaca, studirala je povijest, zemljopis, ekonomiju i lingvistiku na tajnom "Letećem sveučilištu". Bila je jedna od najistaknutijih poljskih prozaika, a odlikovala se realizmom i psihološkom dubinom.
Prvi veći uspjeh postigla je romanom Romanca Tereze Hennert (Romans Teresy Hennert, 1923.). Najpoznatija su joj djela romani Granica (1935.) i Čvorovi života (Węzły życia, 1948.) te ciklusi crtica Medaljoni (Medaliony, 1946.) i Negdašnji značajevi (Charaktery dawne i ostatnie, 1948.).